# Eduardo A. Ortiz Basualdo
 Eduardo A. Ortiz Basualdo  (Buenos Aires, 10 de noviembre de 1899 - Buenos Aires, 7 de mayo de 1988 fue un abogado y ministro de la Corte Suprema de Justicia de Argentina.

## Actuación docente y judicial
Estudió  en la Facultad de Derecho de la Universidad de Buenos Aires. Cuando se recibió de abogado 1925 ya era empleado en Tribunales y al obtener su título fue designado secretario de un jugado federal. Continuó su carrera judicial y en 1943 fue nombrado secretario de la Cámara de Apelaciones, luego procurador fiscal federal y en 1944 juez federal en lo civil y comercial por el gobierno surgido del golpe militar del 4 de junio de 1943. Como el Congreso Nacional estaba disuelto, por lo que no podía obtenerse el acuerdo del Senado, el nombramiento era “en comisión” y expiraba si no le era otorgado una vez reanudadas las sesiones de ese cuerpo, por lo que al no darse este requisito cesó en su cargo.
En 1955 luego del derrocamiento de Perón fue designado juez de la Cámara Nacional de Apelaciones en lo Federal y Contencioso administrativo, sala civil y comercial por el gobierno militar.
Entre 1955 y 1959 se desempeñó como profesor adjunto de derecho administrativo en la Facultad de Ciencias Jurídicas y Sociales de la Universidad Nacional de La Plata.
El gobierno  surgido del golpe de Estado del 28 de junio de 1966 destituyó a los miembros de la Corte Suprema de Justicia, redujo a cinco el número de sus integrantes mediante la ley 16.985 y el presidente de facto Juan Carlos Onganía nombró los reemplazantes, entre los que estaba incluido Ortiz Basualdo, mediante el Decreto Nº 42 del 4 de julio de 1966, los que juraron ante Onganía el mismo día.
La ideología de estos jueces tenía influencias conservadoras y católicas, sus antecedentes académicos permitían considerarlos aptos para formar una Corte de justicia respetada y con cierta independencia. Por Acuerdo de ese día eligieron como presidente a Ortiz Basualdo, el juez de mayor edad de esta Corte y con una larga experiencia en la justicia federal, quien conservó el cargo hasta la renuncia de todos ellos, ya que fue reelegido por Acuerdos del 23 de junio de 1969 y 23 de junio de 1972.
Ortiz Basualdo compartió la Corte Suprema en distintos momentos con Guillermo Antonio Borda, Margarita Argúas, Luís Carlos Cabral, José Federico Bidau, Marco Aurelio Risolía y Roberto Eduardo Chute.
Presentó su renuncia, al igual que los integrantes del Tribunal, días antes de asumir las nuevas autoridades constitucionales, y la misma le fue aceptada por el Decreto Nº 4970 el 24 de mayo de 1973, un día antes de la entrega del mando. Por Acuerdo de ese día los miembros de la Cámara Nacional de Apelaciones en lo Federal y Contencioso Administrativo procedieron conforme la reglamentación vigente a designar entre sus integrantes a los jueces de la Corte que actuarían hasta que se nombraran los nuevos titulares. Fueron elegidos Felipe Ehrlich Prat, Alberto García Piñeiro, Enrique Ramos Mejía y Horacio H. Heredia

Ortiz Basualdo falleció en Buenos Aires el 7 de mayo de 1988.